# Olympische Jugend-Winterspiele 2024/Teilnehmer (Liechtenstein)
| Gelbes Symbol für Goldmedaillen mit stilisierten Olympischen Ringen | Graues Symbol für Silbermedaillen mit stilisierten Olympischen Ringen | Braundes Symbol für Bronzemedaillen mit stilisierten Olympischen Ringen |
| ------------------------------------------------------------------- | --------------------------------------------------------------------- | ----------------------------------------------------------------------- |
| —                                                                   | —                                                                     | —                                                                       |

Liechtenstein nahm mit 2 Athleten an den Olympischen Jugend-Winterspielen 2024 in der südkoreanischen Provinz Gangwon teil.

## Teilnehmer nach Sportart

### Ski Alpin
| Athleten       | Wettbewerb         | Lauf 1  | Lauf 1 | Lauf 2  | Lauf 2 | Gesamt      | Gesamt |
| Athleten       | Wettbewerb         | Zeit    | Rang   | Zeit    | Rang   | Zeit        | Rang   |
| -------------- | ------------------ | ------- | ------ | ------- | ------ | ----------- | ------ |
| Männer         |                    |         |        |         |        |             |        |
| Noah Gianesini | Super-G            | —       | —      | —       | —      | 56,25 s     | 28     |
| Noah Gianesini | Alpine Kombination | 56,39 s | 28     | DNF     | DNF    | DNF         | DNF    |
| Noah Gianesini | Riesenslalom       | 51,47 s | 25     | 46,18 s | 7      | 1:37,65 min | 15     |
| Noah Gianesini | Slalom             | 49,98 s | 30     | 54,28 s | 17     | 1:44,26 min | 16     |

### Skilanglauf
| Athleten       | Wettbewerb       | Zeit        | Rang |
| -------------- | ---------------- | ----------- | ---- |
| Männer         |                  |             |      |
| Janik Brunhart | 7,5 km klassisch | 22:40,3 min | 46   |